# Cernunnos

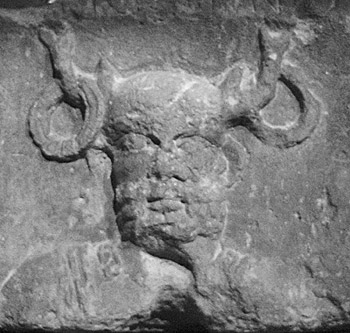
Cernunnos, museum in Parijs

Cernunnos ('de gehoornde') was een Keltische god die in Gallië en Brittannië werd vereerd. Hij was de heer over de fauna, flora, landbouw, voorspoed, overvloed en de onderwereld.

## Kenmerken
Hij werd meestal afgebeeld in kleermakerszit met een mouwloos hemd en een torque om de hals en in de rechterhand. Vaak ook met een sacrale fakkel in de ene hand en een slang met ramshoorns in de andere. Cernunnos wordt onder andere gekoppeld aan mannetjesherten in bronst, slangen, en de kleur groen.

## Afbeeldingen
Afbeeldingen van hem komen tot in de 9e en 10e eeuw voor, ze staan in die tijd veelvuldig in miniaturen die de evangeliën verluchtten.

### Gundestrup
Op de Ketel van Gundestrup staat hij afgebeeld naast een hert met hetzelfde gewei als hijzelf en ook zijn hemd en broek vertoont dezelfde tekening als op de hertenpels, terwijl hij met de linkerhand een slang omvat.

### Pilaar van de Nautae
Cernunnos staat afgebeeld op de Pilaar van de Nautae (scheepslieden) uit de 1e eeuw n.Chr. De nautes was het gilde van scheepslieden van Parijs. Leesbaar staat op de inscriptie: 'Aan Tiberius Caesar Augustus (14-37 n.Chr.) en aan Jupiter Optimus Maximus hebben de Nautae dit opgericht'. In het minder goed leesbare deel komt de naam Cernunnos voor. De zuil was van lokaal kalksteen, oorspronkelijk 5,24 m hoog en 74-90 cm breed. Er waren vele goden, zowel Romeinse als Gallische, op afgebeeld. De pilaar werd hergebruikt bij de bouw van de Notre Dame en er ontdekt in 1710.

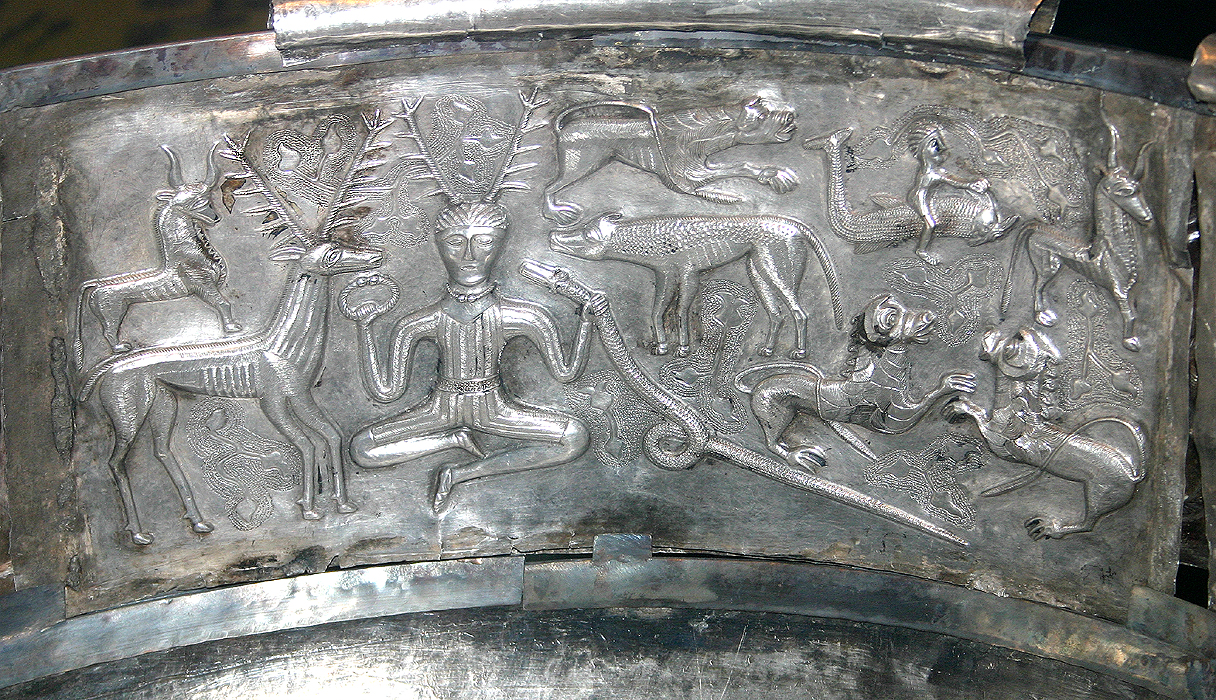
Cernunnos op de Ketel van Gundestrup
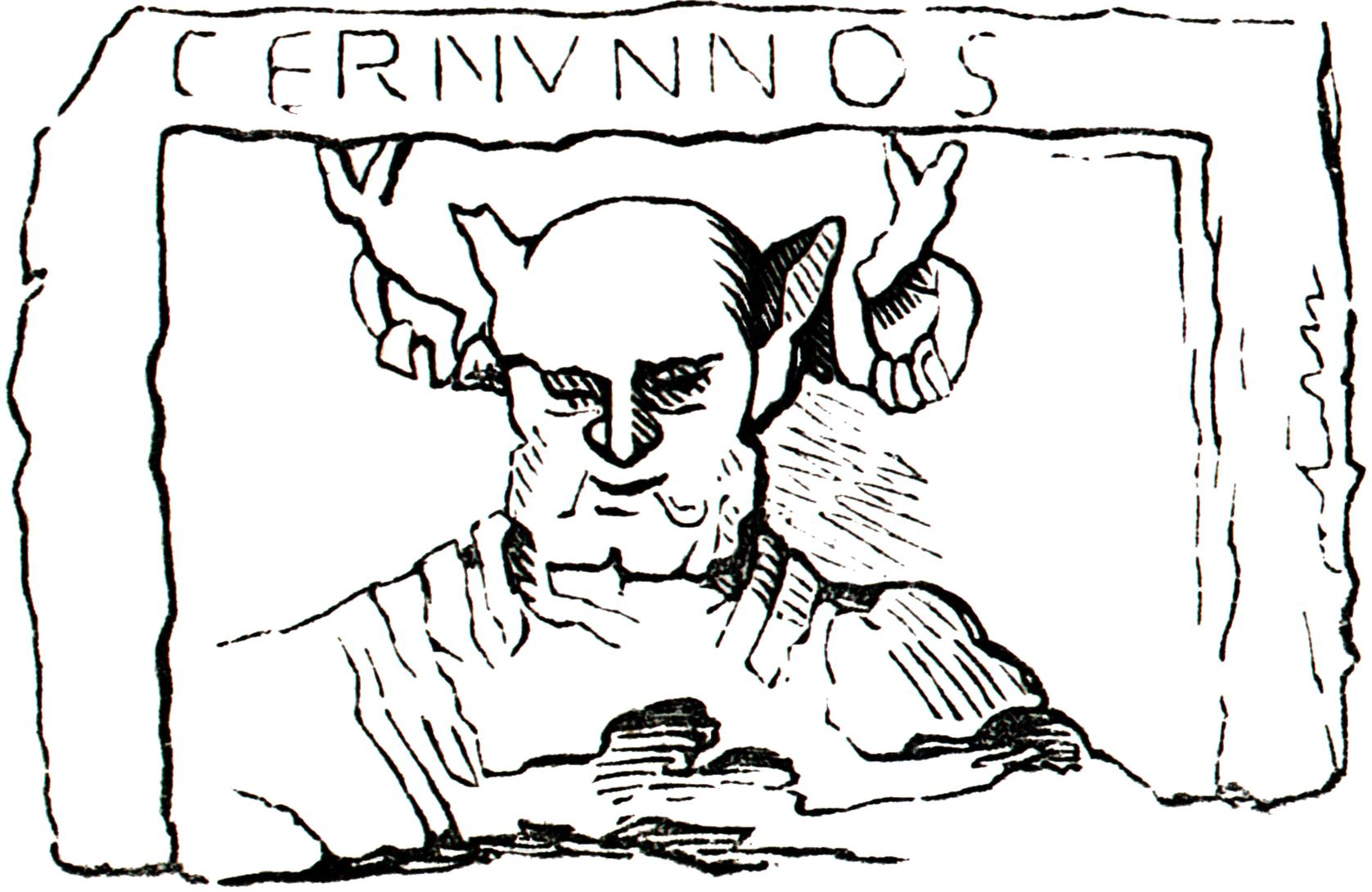
Cernunnos op een Keltisch bas-relief gevonden in de Notre Dame de Paris

## Overig
Cernunnos is de god van:
- De natuur
- Het bos
- Vruchtbaarheid/Lust
- Jagen
- Leven én Dood
- Het dood gaan
- Mannelijke energie
- De onderwereld

Volgens verhalen kan Cernunnos gedaanteverwisselen en leeft hij een volledige menselijke levenscyclus in één jaar, dood gaand in de herfst/winter en in de lente weer herboren wordend.
Abnoba · 
Ancamna ·
Andarta ·
Andraste ·
Anu ·
Artio · 
Arduinna · 
Arvernorix · 
Aufaniae · 
Ategnissa · 
Aveta · 
Badb ·
Banba ·
Belenos ·
Belisama · 
Bormo · 
Branwen ·
Breg ·
Bres ·
Breogán ·
Brigantia · 
Bussurigios · 
Cailleach ·
Camulos ·
Caturix · 
Cernunnos ·
Cicollos · 
Cissonius · 
Cú Chulainn ·
Dagda ·
Danu ·
Domnu ·
Epona ·
Ériu ·
Esus ·
Fand ·
Fódla ·
Gontia · 
Grannus · 
Gwendolyn ·
Herecura · 
Icovellauna · 
Intarabis · 
Inciona ·
Iouga ·
Lí Ban ·
Litavis · 
Llŷr ·
Loucetius · 
Lugh ·
Lugos · 
Luxovius ·
Macha ·
Marrigu ·
Matres ·
Mogons · 
Mogontia · 
Morrigan ·
Nemain ·
Nemetona · 
Ogma ·
Ogmios · 
Poeninus · 
Ritona · 
Rhenus · 
Rosmerta · 
Seela ·
Sequana ·
Sídhe ·
Suleviae ·
Taranis · 
Toutiorix · 
Teutanus · 
Teutates ·
Tuatha Dé Danann ·
Vassocaletis · 
Vellaunus ·
Vosegus · 
Xulsigiae